# YandexGPT
YandexGPT — нейросеть семейства GPT от компании «Яндекс», которая может создавать и перерабатывать тексты, предлагать новые идеи и учитывать контекст беседы с пользователем.
Для обучения YandexGPT используется датасет, включающий в себя информацию из книг, журналов, газет и других открытых источников из интернета. По заявлению разработчиков, нейросеть может ошибаться в фактах и фантазировать, однако по мере обучения будет выдавать всё более точные ответы.

## Использование YandexGPT
YandexGPT — технология, которая используется в различных продуктах для решения разных задач. Нейросеть интегрирована в виртуального помощника «Алису» и доступна в приложениях «Яндекс» и «Яндекс Старт», в «Яндекс Браузере», «Яндекс Станциях», а также в умных телевизорах с «Алисой».
YandexGPT работает на главной странице «Яндекса», в «Поиске», «Маркете», «Лавке», «Практикуме», «Учебнике», «Авто.ру» и других сервисах компании.
Яндекс даёт бизнесу доступ к API нейросети через Yandex Cloud и разрабатывает собственные B2B-решения на её основе.
С июля 2023 года 800 компаний приняли участие в закрытом тестировании YandexGPT. ИТ‑разработчики, банки, ритейл и компании других отраслей могут использовать технологию в двух режимах: API и Playground (интерфейс в консоли Yandex Cloud для тестирования модели и проверки гипотез). 21 ноября 2024 года был запущен инструмент AI Assistant API для быстрого создания ИИ-ассистентов под различные бизнес-задачи на базе YandexGPT.
Бизнесу доступны две версии модели: одна работает в асинхронном режиме и лучше справляется с решением сложных задач, а вторая подходит для создания быстрых ответов в режиме реального времени. В результате YandexGPT испытали в десятках сценариев: для контентных задач, техподдержки, создания чат‑ботов, виртуальных ассистентов и т. д.
В июне 2024 года с помощью YandexGPT был улучшен машинный перевод в «Яндекс Переводчике», «Поиске» и в переводе видео в «Яндекс Браузере».

## История
В феврале 2023 года «Яндекс» сообщил, что разрабатывает собственную версию генеративной нейросети ChatGPT в рамках развития языковой модели из семейства YaLM (Yet another Language Model). Проект получил предварительное название YaLM 2.0, которое впоследствии поменяли на YandexGPT.
17 мая 2023 года компания представила нейросеть под названием YandexGPT (YaGPT), добавив в своего виртуального ассистента «Алису» специальный навык, позволяющий взаимодействовать с новой языковой моделью.
5 июня 2023 года в пресс-службе «Яндекса» сообщили, что нейросеть научилась запоминать контекст беседы и задавать уточняющие вопросы.
15 июня 2023 года «Яндекс» добавил языковую модель YandexGPT в приложение для генерации изображений «Шедеврум». Благодаря этому его пользователи получили возможность создавать содержательные посты с текстом, заголовком и подходящей по смыслу иллюстрацией.
27 июня в «Яндекс» сообщили, что нейросеть научилась тезисно пересказывать статьи из интернета. Функция работает с русскоязычными текстами и статьями из интернета объёмом до 30 тысяч знаков.
В июле 2023 года нейросеть YandexGPT стала доступна бизнесу для создания виртуальных ассистентов и чат-ботов, а также генерирования и структурирования текстовой информации.
7 сентября 2023 года «Яндекс» представил на конференции Practical ML Conf новую версию языковой модели — YandexGPT 2. По сравнению с предыдущей она способна решать больше видов задач, при этом качество её ответов улучшилось. По утверждению разработчиков, YandexGPT 2 отвечает на запросы пользователей лучше первой версии нейросети в 67 % случаев.
14 сентября 2023 года «Яндекс» начал тестировать YandexGPT для создания быстрых ответов на запросы в «Поиске». Нейросеть в режиме реального времени находит несколько самых подходящих источников по запросу пользователя, делает краткую выжимку каждого из них, а затем выбирает наиболее полезный ответ из получившихся. Он отображается под поисковой строкой вместе со ссылкой на источник.
С 6 октября 2023 года YandexGPT может создавать краткие пересказы русскоязычных видеороликов в интернете. Она обобщает видео длиной от двух минут до четырёх часов, в которых есть речь.
В декабре 2023 года Яндекс Казахстан открыл доступ к YandexGPT API для казахстанских компаний.
28 марта 2024 года Yandex запустил третье поколение нейросетей YandexGPT. Первая версия — YandexGPT 3 Pro предназначена для бизнеса и доступна пользователям Yandex Cloud. По словам разработчиков, на тестах YandexGPT 3 Pro в среднем отвечает лучше, чем YandexGPT 2 в 67 % случаев, а при работе с простыми пользовательскими запросами её результаты оказались выше на 69 %.
28 мая 2024 года вышло третье поколение облегчённой версии нейросети YandexGPT Lite.
24 октября 2024 года появилось четвёртое поколение нейросети — YandexGPT 4, включающее облегчённую модель Lite и мощную Pro. В декабре 2024 года YandexGPT 4 в версии Pro был впервые внедрен в массовый сервис Яндекса — Алиса Про.
25 февраля 2025 года Яндекс представил ИИ-модель пятого поколения YandexGPT 5 Pro, интегрировав её в чат с «Алисой Про». Облегчённая модель семейства YandexGPT 5 Lite Pretrain была выложена в открытый доступ на сервисе HuggingFace. 31 марта 2025 года вышла версия YandexGPT 5 Lite Instruct. Она отличается от предыдущей версии прохождением дополнительного этапа настройки, благодаря которому может решать пользовательские задачи по промтам.

## Поиск с Алисой
16 апреля 2024 года Яндекс представил сервис «Нейро», он объединяет в себе возможности традиционных поисковых технологий и больших языковых генеративных моделей. В «Нейро» пользователь может задать системе любой вопрос простыми словами, YandexGPT 3 проанализирует поисковую выдачу Яндекса по запросу и объединит найденную информацию в одном сообщении со ссылками на источники. Взаимодействие с сервисом ведется в формате диалога, заданный ранее вопрос можно уточнить, а также его можно дополнить картинкой.
С 22 мая 2025 года, после конференции «День Поиска», название сервиса «Нейро» в поисковике Яндекса было изменено на «Поиск с Алисой».

## Обучение YandexGPT
Обучение проходит в несколько этапов:
1. Pretraining. Модель учит структуру языка и запоминает факты о мире. Ей подаются в обучение терабайты текста из интернета, книг и других общедоступных источников, отобранные с помощью поисковых моделей «Яндекса» и разбитые на небольшие фрагменты (токены)[32].
2. Fine-tuning. Эксперты оптимизируют миллиарды параметров модели, собирая большой датасет из сотен тысяч примеров максимально разнообразных задач с хорошими ответами. Созданием качественных обучающих примеров занимаются AI-тренеры «Яндекса»[33]. Это эксперты широкого круга гуманитарных профессий: журналисты, педагоги, редакторы, социологи, психологи, филологи[34]. «Яндекс» стал первой в России компанией, которая начала нанимать и обучать таких специалистов.
3. Продуктовые доработки. Модели придают «человеческий характер», чтобы она могла отвечать на вопросы о себе и была более живой в общении[32].

Для обучения YandexGPT используются суперкомпьютеры «Яндекса».

## Версии моделей
В таблице ниже приведены ключевые версии моделей YandexGPT:
| Версия                    | Дата выпуска         |
| ------------------------- | -------------------- |
| YandexGPT                 | 17 мая 2023 года     |
| YandexGPT 2               | 7 сентября 2023 года |
| YandexGPT 3 Lite          | 28 мая 2024 года     |
| YandexGPT 3 Pro           | 28 марта 2024 года   |
| YandexGPT 4 Lite          | 24 октября 2024 года |
| YandexGPT 4 Pro           | 24 октября 2024 года |
| YandexGPT 5 Lite Pretrain | 25 февраля 2025 года |
| YandexGPT 5 Lite Instruct | 31 марта 2025 года   |
| YandexGPT 5 Pro           | 25 февраля 2025 года |

## Возможности
В октябре 2023 года YandexGPT 2 смогла сдать ЕГЭ по литературе на 55 баллов. При этом минимальный порог, необходимый для поступления в вуз, — 40 баллов. Это первый случай в России, когда искусственный интеллект успешно справился с ЕГЭ, ответив не только на вопросы тестов, но и выполнив творческие задания.

## Критика
В мае 2024 года заместитель председателя Совета безопасности Дмитрий Медведев раскритиковал в своем телеграм-канале нейросеть YandexGPT, на основе которой работает виртуальный помощник «Алиса». По словам зампреда Совбеза, разработанный компанией искусственный интеллект не даёт ответы на «нейтральные» вопросы, косвенно связанные с политикой. Медведев счёл, что такой подход «подрывает доверие» к «Яндексу». В самой компании не стали комментировать высказывания политика. Нейросеть YandexGPT не готова разговаривать об Украине, о вторжении России на Украину, статусе Крыма, ДНР и ЛНР. Нейросеть также не готова разговаривать о марксизме, Владимире Путине, Александре Лукашенко, Владимире Зеленском, Михаиле Саакашвили, Юлии Навальной и рассказывать какие-либо сведения из их биографии. Подвержена цензуре тема памятников Степану Бандере.